# Publius Maelius Capitolinus
Publius Maelius Capitolinus est un homme politique de la République romaine, actif au début du IVe siècle av. J.-C.
Il est élu à deux reprises tribun militaire à pouvoir consulaire, une magistrature qui, au début de la République romaine, s'est substituée au consulat de façon irrégulière entre 444 et 367 av. J.-C.
En 400 av. J.-C., il est élu avec Publius Licinius Calvus Esquilinus, Lucius Publilius Vulscus, Lucius Titinius Pansa Saccus, Publius Manlius Vulso (de) et Spurius Furius Medullinus (de) ; Rome reconquiert Terracina dans le Latium lors de ce tribunat.
En 396 av. J.-C., il est élu avec Lucius Titinius Pansa Saccus, Publius Licinius Calvus Esquilinus, Publius Manlius Vulso, Cnaeus Genucius Augurinus (pt) et Lucius Atilius Priscus (pt).